# Pseudohyaleucerea melanthus
Pseudohyaleucerea melanthus là một loài bướm đêm thuộc phân họ Arctiinae, họ Erebidae.